# Mark VIII
Mark VIII ali Liberty je bil tank britanske vojske v prvi svetovni vojni.

## Zgodovina in opis tanka
Zaradi prve svetovne vojne je bilo Združeno kraljestvo v velikih dolgovih. Na izboljšanje stanja so upali, ko so ZDA napovedale vojno Nemčiji (6. aprila 1917). Proizvajalci britanskih tankov so že skoraj poslali delegacijo, ki bi prepričala Američane, da začnejo s proizvodnjo britanskih tankov. Zadnji čas so se premislili in pustili Združene države Amerike, da naredijo prvi korak. Junija 1917 je bil narejen prvi pristop iz ameriške strani. Britance je presenetilo, ker je k njim pristopila vojna mornarica (US Navy) in ne kopenska vojska (US Army). Mornarica je želela imeti najboljše tanke za Korpus mornariške pehote Združenih držav Amerike. V tistem trenutku je bil najboljši tank Mark VI. Ker je bila ZDA zmožna proizvajati veliko boljše tanke, so jim Britanci predlagali, da sodelujejo pri kakšnem projektu, ki je še v razvoju. Američani so bili presenečeni nad britansko gostoljubnostjo in so poslali svojo ekipo inženirjev v Britanijo. H.W. Alden je bil izbran, da prisostvuje izdelovanju prve skice za nov tank. 3. oktobra 1917 je prispel v Britanijo, kjer je odkril, da je oblikovalec John G. Rackam večino dela že opravil.
Oktobra se je kopenska vojska Združenih držav Amerike odločila, da opremijo svoje enote s 600 tanki Mark VI. Kasneje je prišlo do spora med mornarico in kopensko vojsko, kar bi lahko imelo velik vpliv na Britanijo. Ustrašili so se predvsem prevelikih naročil, kar bi pomenilo manj razpoložljivih tankov za njihovo vojsko. Problem je rešil Albert Stern, ki je izdelal program z desetimi točkami. Program je vključeval tudi Francijo.
4. decembra 1917 so se zbrali oblikovalci, ki so potrdili tank. Kmalu za tem je načrt potrdil tudi Churchill. Tega meseca se je ustavila proizvodnja tankov Mark VI. 19. januarja 1918  so Britanci in Američani podpisali pogodbo, ki je vključevala nakup 1500 tankov, ki bi morali biti dostavljeni do konca leta. Nato bi se proizvodnja povečala na 1200 tankov v mesecu. Oba cilja sta bila preambiciozno postavljena, saj niti eden ni bil izveden. Cena enega tanka je bila 5000 funtov.

## Mark VIII*
Zaradi zahtev po večjih zmogljivostih, so si zamislili tudi tank, ki bi bil daljši in omogočal prečkati večje ovire. Ukvarjali so se tudi z zmanjšanjem obračalnega kroga tanka. Teža tanka je narasla na 42,5 tone. Pod velikim vprašanjem je bilo, ali bi lahko sploh obrnil na mehkih tleh. Narejen ni bil noben prototip.